# ماجد بن خثيلة
ماجد بن هضيبان بن خثيلة العتيبي ولد عام 1301 هـ ونشأ في بادية نجد. تواصل مع عبد العزيز ال سعود عام فتح الرياض وكلفه عبد العزيز في مهمة في الأحساء وأصبح بعدها من أهم رجال عبد العزيز وحضر معه جميع وقعاته ومعاركه وكان من قادة الإخوان واحد المشاركين ب الحرب النجدية الحجازية (1924–25).

## نسبه
ماجد بن هضيبان بن مشرع بن خمري بن دريويش أو درويش وخثيلة لقب له وعُرف ابناءه به، بن عجيان بن محمد بن مهرمس والملقب بقميز بن متعب بن محمد الفهاد بن ناهس بن منبه بن كريز بن مروّح من اللصة من عتيبة، بن ثابت. والكرزان بطن من المقطة من عتيبة تعود جذورها إلى الثبتة من عتيبة.

## مع الملك عبد العزيز
اتصل بعبد العزيز آل سعود بعد فتحه الرياض و كلفه بمهمة في الأحساء وحضر معه بعض معاركه مثل معركة جراب والبكيرية وهدية وغيرها. ورافق الأمير سعود بن عبد العزيز في حملته على نجران. 

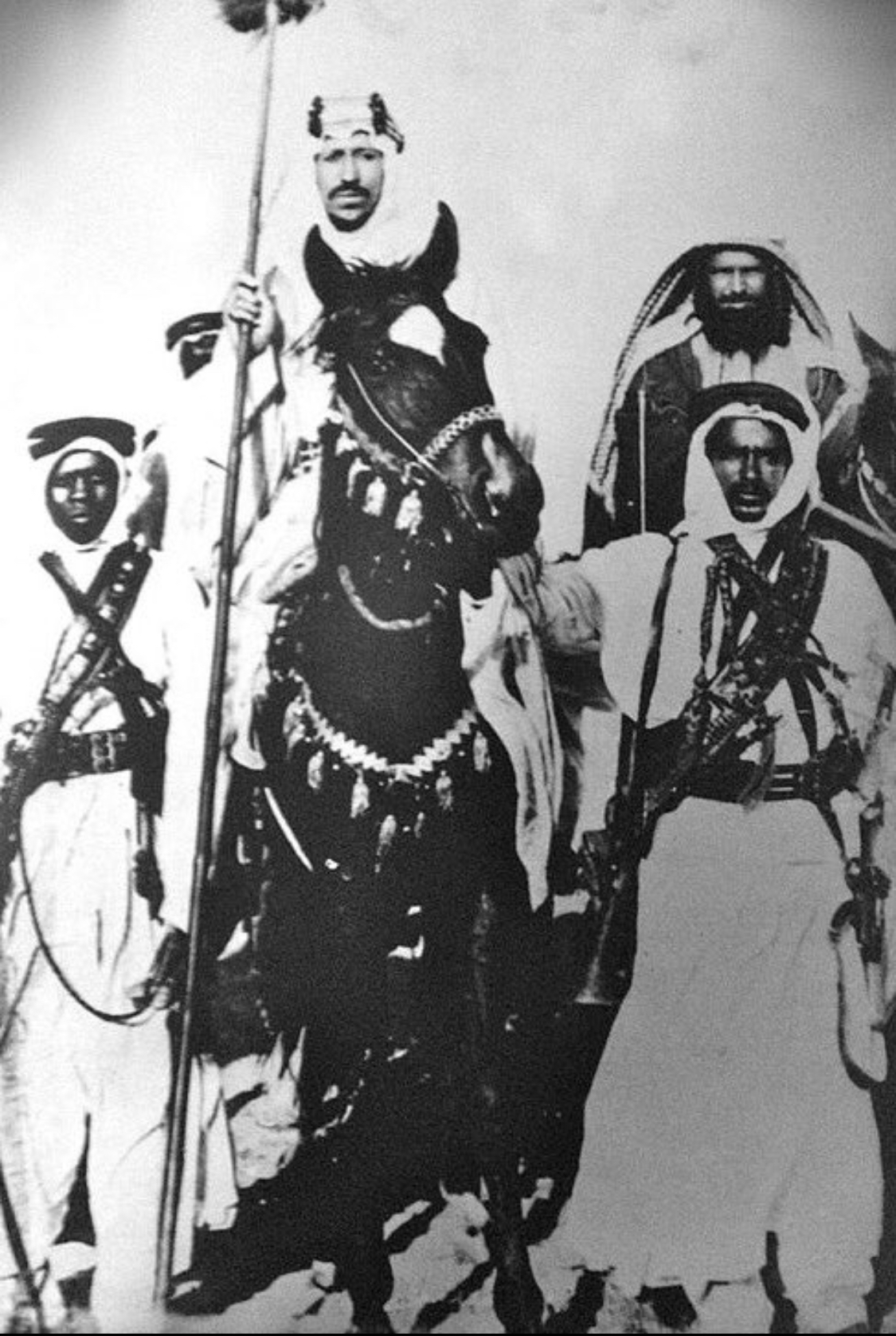
الملك سعود بن عبدالعزيز و بمعيته الفارس ماجد بن خثيلة

## الغطغط
نزل بالغطغط عندما كانت خمسون خيمة في أرض فضاء قبل أن تتحول إلى هجرة. وكان أصحاب الخمسين خيمة كلهم من عتيبة ومعهم ماجد بن خثيلة وعلوش بن حميد وبدأوا في البناء وبعدها نزل عليهم الشيخ سلطان بن بجاد بن حميد فكثر سكانها حتى جاوز العشرة الآف نسمة.

## حركة إخوان من أطاع الله
كان من ضمن جيش الأخوان الذي دخل الحجاز. واتخذ جانب زعيمي الأخوان، سلطان بن بجاد وفيصل الدويش في معركة السبلة عام 1347هـ، وهو الرسول الذي أرسلوه للملك عبد العزيز قبيل المعركة.
صفح عنه الملك عبد العزيز وقربه منه، فكان ثاني اثنين يشاهدان معه في أغلب الأوقات. وجاء ماجد بن خثيلة إلى الملك عبد العزيز يطلب منه السماح له بسكن الغطغط إذ أنها دمرت بعد السبلة فسمح ببناء بلدة جديدة تبعد عن القديمة قليلا.

## المدرسة

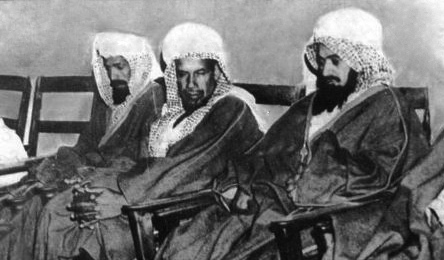

صورة كتب عليها بيده صـاحـب السمو الملكي الأمير/ محمد بن عبد العزيز : «هؤلاء هم الذين أطلق عليهم جلالة المؤسس الملك عبد العزيز بن عبد الرحمن مسمى (المدرسة الخاصة) وهم من المقربين الخاصين لجلالته في حله وترحاله ومؤرخه بـعـام 1357هـ». أطلق جلالة المؤسس الملك عبد العزيز بن عبد الرحمن مسمى (المدرسة الخاصة) على كل من نافع بن فضلية(يسار) من حرب ومطلق بن الجبعاء(وسط) من مطير وماجد بن خثيلة(يمين) من عتيبة. شغل الشيخ ماجد بن خثيلة عدة مناصب فتولى وكالة ممتلكات المواشي وجباية الزكاة، وتوزيع الصدقات. وكان ضمن الوفد الذي رافق الملك في رحلته إلى مصر لمقابلة روزفلت وتشرشل. فوّضه الملك بالتوقيع على الشؤون المالية لعبد الله السليمان وعبد الرحمن الطبيشي. صار مقرباً من الملك سعود والملك فيصل حتى توفي عام 1375هـ ودُفن في مقبرة العود.